# Михайло Маркович
Михайло Маркович (на сръбски: Михаило Марковић/Mihailo Marković) е югославски и сръбски философ и политик.
Става известен през 60-те и 70-те години като привърженик на школата „Праксис“, марксистко хуманистично движение, което произлиза от Югославия.
Той е един от 16-те души, подписали Меморандума на САНУ. Маркович е виден поддръжник на Слободан Милошевич в края на 80-те години и началото на 90-те години.

## Биография
Маркович е роден на 24 февруари 1923 г. в Белград, Кралство Югославия в семейството на Милутин и Милеве Маркович. През 1941 г. завършва втора белградска гимназия. Става член на Съюза на комунистическата младеж на Югославия (СКМЮ) през 1940 г., а през 1944 г. и на Югославската комунистическа партия. По време на Втората световна война е партизанин и участва в освобождаването на Югославия. Достига до чин капитан от Югославската народна армия.

## Академична кариера
Завършва философия през 1950 г. в Белградския университет. От 1951 г. е асистент в университета, а от 1953 г. преподава логика. През 1955 г. Маркович защитава дисертация по философия във Факултета по философия на Белградския университет на тема „Формализъм в съвременната логика“, а след това през 1956 г. още една дисертация „Концепцията на логиката“ в Университетски колеж Лондон. Там изучава логика под ръководството на Алфред Айер и написва дисертация, озаглавена Концепцията на логиката. След завръщането си е избран за доцент, а от 1958 г. е извънреден професор. През 1963 г. става редовен професор в Университета. В периода 1960 – 1962 г. е председател на Югославското философско общество. През 1963 г. става пълен професор по философия във факултета по философия на Белградския университет. От 1966 до 1967 г. е декан на факултета. През 70-те години преподава в Мичиганския университет и е директор на Института по философия към Белградския университет. ОТ 1972 до 1980 г. преподава в Пенсилванския университет като гостуващ професор, а от 1981 до 1993 г. е хоноруван професор там. В периода 1975 – 1985 г. Маркович е съпредседател на Международния хуманистичен и етически съюз. От 1963 до 1983 г. е член-кореспондент на Сръбската академия на науките и изкуствата (САНУ), а от 1983 г. е академин на САНУ. Един от основателите на Института по философия и социална теория към Белградския университет.
В негова чест е издаден сборник от статии, озаглавен Философия и общество, публикуван в Белград през 1987 г. Умира на 7 февруари 2010 г. в Белград.

## Социален критик
След резолюцията на Коминформбюрото, осъждаща югославския комунистически режим, Маркович взема участие в ожесточения дебат срещу сталинисткия догматизъм и се превръща в един от най-отявлените критици на сталиновите философски тезиси. Неговата книга Ревизия на философските основи на марксизма в СССР, публикувана през 1952 г., е първата голяма атака срещу сталинистката философия в Югославия.
През 60-те години Михайло Маркович става основен поддръжник на школата „Праксис“ за марксистка интерпретация, която набляга на произведенията на младия Маркс и по-конкретно на техните диалектически и хуманистически аспекти. Както Ерих Фром пише в предговора към книгата на Маркович From Affluence to Praxis (От благоденствие към практика), теорията на теоретиците от Праксис е „да се завърнем към реалния Маркс противопоставено на Маркс, изкривяван както от десните социалдемократи, така и от сталинистите“. Освен това активно пише за международния журнал Праксис. През януари 1975 г. е отстранен от Факултета по философия заедно със 7 други професори - (Любомир Тадич, Загорка Голубович, Светозар Стоянович, Миладин Животич, Драголюб Мичунович, Небойша Попов и Триво Инджич) заради критичните си наблюдения. През януари 1981 г. губи изцяло работата си в университета. След това до пенсионирането си през 1986 г. работи в Института за социални изследвания.
През 1986 г. като член на Сръбската академия на науките и изкуствата Маркович заедно с Василие Крестич и други подписва Меморандума на САНУ, документ, който формулира основните принципи на сръбския национализъм. Докато документът е приеман от някои бивши югославски републики като подготовка за великосръбски експанзионизъм, много сърби го приемат като реалистична представяне на сръбските позиции в югославската федерация.

## Социалистическа партия на Сърбия
От 1990 до 1992 г. Маркович е заместник-председател на Сръбската социалистическа партия на Слободан Милошевич, както и известно време отговаря за идеологията. В друго време е изявен критик на официалната политика на партията. През ноември 1995 г. той е освободен от всички длъжности в партията.

### Философски студии
- Revision of the Philosophical Bases of Marxism in the USSR (1952)
- Логика, 1956., више издања до 1992.
- Формализам у савременој логици, дисертация, 1957., 1962.
- Дијалектичка теорија значења, 1961., 1971.
- Детерминизам и слобода
- Хуманизам и дијалектика, 1967.
- Dialektik der Praxis, Suhrkamp Verlag, Frankfurt am Main, 1968.
- From Affluence to Praxis (Philosophy and social criticism), Ann Arbor, 1974
- The Contemporary Marx, Nottingham, 1974
- Philosophical Foundations of Science, Belgrade 1982
- Dialectical Theory of Meaning, Dordrecht, 1984.
- Филозофски основи науке, 1981.
- Слобода и пракса, 1981.
- Изабрана дела, БИГЗ, Генес-С штампа, Просвета, СКЗ, Београд, 1994.
- Freedom and Praxis, Belgrade 1997
- Social Thought at the Border of Milenia, 1999
- Јуриш на небо, спомени.

## Награди и признания
- Медал за храброст
- Орден за заслуга пред народа 3-та степен
- Орден „Братство и единство“, 2-ра степен
- Орден на труда, 3-та степен
- Седмоюлска награда СР Србия, 1962 г. (за „Диалектическа теория на значението")
- Почетен доктор на Университетски колеж Лондонколеж, 1985 г.
- Октомврийска награда на Белград, 1989 г.